# Anathallis rubens
Anathallis rubens es una especie de orquídea epífita originaria de Brasil donde se encuentra en la Caatinga, el Cerrado y la mata atlántica.

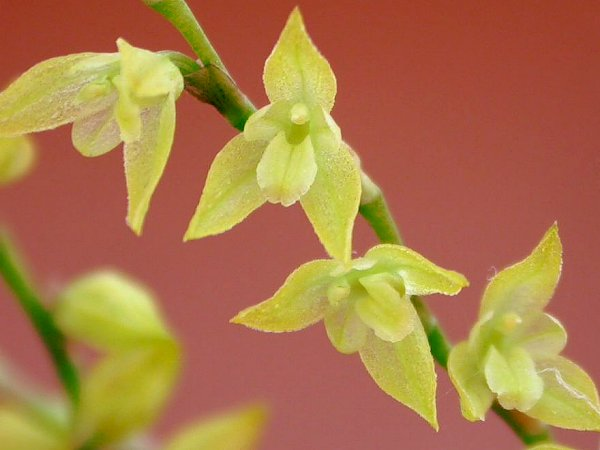
Flores

## Descripción
Es una orquídea de tamaño miniatura, que prefiere el clima cálido, cespitosa epífita con ramicaules erectos envueltos con 1 a 3 grandes brácteas, escariosas y que llevan una hoja, apical, oblongo-elíptica, subaguda, coriácea. Florece en el otoño en una inflorescencia erecta para arqueada de 11 cm de largo, abriendo al mismo tiempo varias flores, la inflorescencia es racemosa con varias brácteas florales tubulares, ovadas y agudas.

## Distribución y hábitat
Se encuentra en Ecuador, Perú, Bolivia y Brasil en los bosques montanos húmedos a elevaciones de 600 a 2.750 metros. 

## Taxonomía
Anathallis rubens fue descrito por (Lindl.) Pridgeon & M.W.Chase y publicado en Lindleyana 16(4): 250. 2001.
Sinonimia
- Anathallis amblyopetala (Schltr.) Pridgeon & M.W.Chase
- Humboltia rubens (Lindl.) Kuntze
- Pleurothallis amblyopetala Schltr.
- Pleurothallis excisa C.Schweinf.
- Pleurothallis montserratii Porsch
- Pleurothallis rubens Lindl.
- Pleurothallis rubens var. latifolia Cogn.
- Pleurothallis rubens var. longifolia Cogn.
- Specklinia rubens (Lindl.) F.Barros
- Specklinia rubens (Lindl.) Luer[2][4][5]